# 倫納峰
倫納峰（英語：Renner Peak），是南極洲的山峰，位於帕爾默地西岸，處於查普曼冰川和內斯冰川之間，由英國南極名稱諮詢委員會以地球物理學家命名，現時由南極條約體系管理。